# Armonika
Armonika, (angl.: glassharmonica) ali tudi hidrokristalofon je instrument podoben orglam, ki ga je izumil Benjamin Franklin leta 1761 in ga poimenoval harmonica po grški besedi za harmonijo. Danes ga umeščamo v skupino zelo redkih glasbenih instrumentov.

## Zgodovina
Izziv za razvoj instrumenta je Benjamin Franklin dobil v Londonu, kjer so v tistem času glasbeniki proizvajali zveneče zvoke z vlečenjem prsta po robu steklenih kozarcev napolnjenih z vodo. Instrument je zasnoval s 37 steklenimi čašami različnih velikosti, kromatično uglašenimi na tri oktave. Čaše so brezstično razporejene ena v drugo na vodoravni vrteči osi, ki se jo lahko različno hitro poganja s pedalom. Zvok se proizvaja z vlečenjem omočenih prstov po vrtečih se čašah.

## Raba instrumenta
Skladbe za armoniko so pisali Mozart, Bach, Camill Saint-Seans, pozneje tudi Richard Strauss.
Danes so glasbeniki, ki igrajo na instrument zelo redki. V svetu je znanih le pet, med njimi Francoz Thomas Bloch.